# İoanna Kuçuradi
İoanna Kuçuradi (ur. 4 października 1936 w Stambule, Turcja) – turecka filozofka, przewodznicząca Tureckiego Stowarzyszenia Filozofów i profesor Uniwersytetu Maltepe.

## Życiorys
Pochodzi z rodziny Osmańskich Greków. Po ukończeniu greckiego gimnazjum Zappeion w Stambule i zdaniu matury w 1954 rozpoczęła studia filozoficzne na Uniwersytecie Stambulskim. Ukończyła je w 1959. Na tym samym uniwersytecie obroniła pracę doktorską w 1965. Wykładała zarówno na swoim rodzimym uniwersytecie, jak i na Uniwersytecie Atatürka w Erzurum.
Była założycielką i dziekanem Wydziału Filozofii na Uniwersytecie Hacettepe w Ankarze, gdzie również wykładała. Od 1997 do 2005 założyła i kierowała Centrum Badań i Zastosowań Filozofii Praw Człowieka na Uniwersytecie Hacettepe. Od 1998 do 2003 była przewodniczącą Międzynarodowej Federacji Stowarzyszeń Filozoficznych.
Jest posiadaczką Fotela UNESCO Filozofii i Praw Człowieka.

## Nagrody i wyróżnienia
- 1996 Medal Goethego
- 1996 doctor honoris causa Uniwersytetu Kreteńskiego
- 1996 nagroda Tureckiej Akademii Nauk
- 2000 doctor honoris causa Uniwersytet Ricardo Palmy Lima, Peru
- 2000 nagroda Wolności Prasy Tureckiego Stowarzyszenia Dziennikarzy
- 2001 Kryż Wielki Orderu Zasługi Republiki Federalnej Niemiec
- 2003 Medal Arystotelesa UNESCO